# Neudörfl
Neudörfl (en hongrois : Lajtaszentmiklós) est une commune (Marktgemeinde) autrichienne du district de Mattersburg dans le Burgenland.

## Géographie
La commune se situe sur la rive est de la Leitha, devant la ville de Wiener Neustadt. La rivière forme la frontière avec le land de Basse-Autriche à l'ouest. 

## Histoire
Le territoire était déjà habité dans l'époque du royaume celtique de Norique et de l'Empire romain. Au Moyen Âge, la Leitha marquait la frontière occidentale du royaume de Hongrie. À partir de 1192, le duc Léopold V d'Autriche fait bâtir la forteresse de Wiener Neustadt sur la rive ouest.  

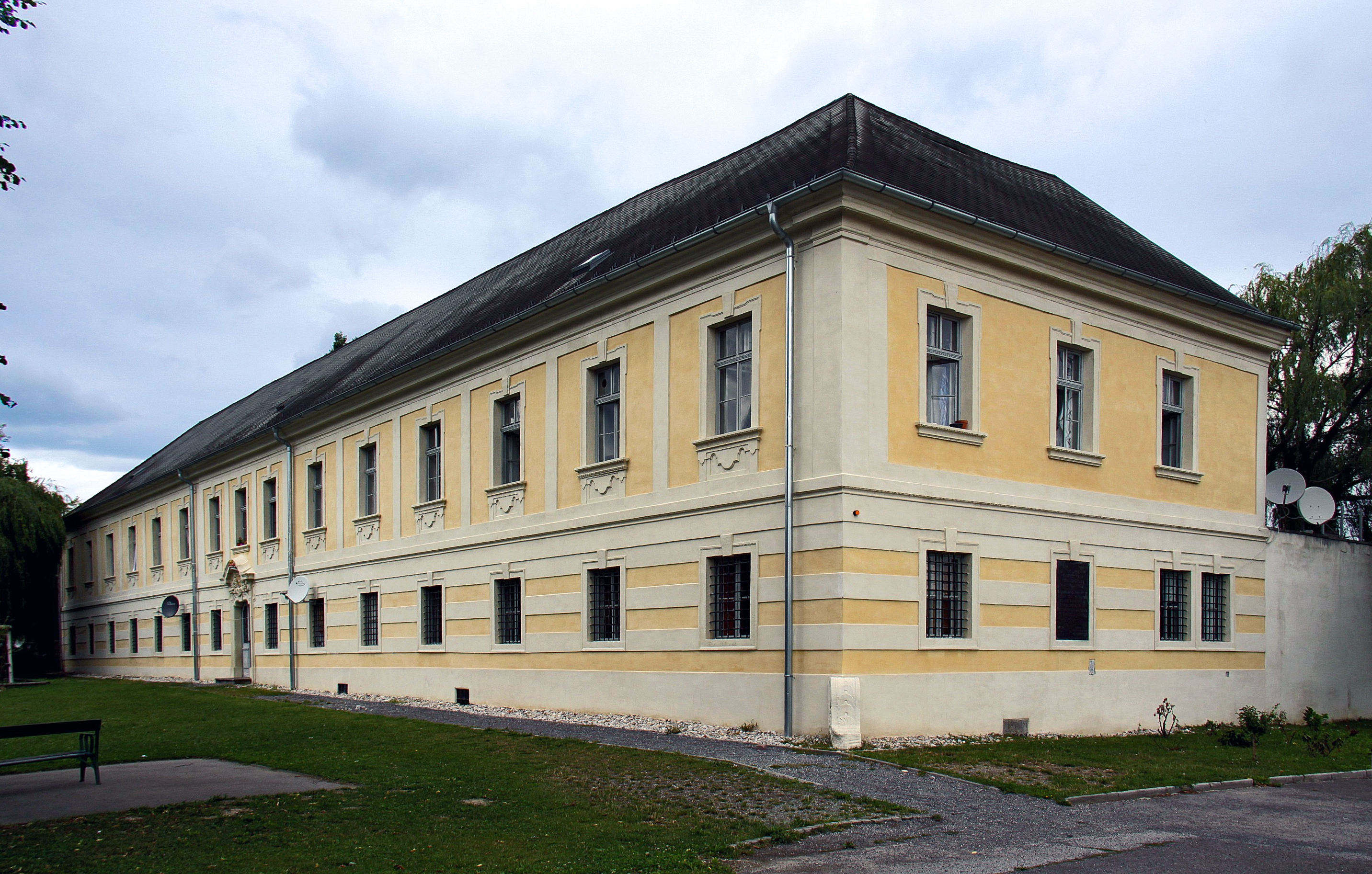
Manoir Esterházy.

Le domaine il-même a été fondé par la noble famille Esterházy. L'église paroissiale, dédiée à saint Nicolas, a été consacrée en 1670 ; elle doit être reconstruite après les dévastations causées par le second siège de Vienne en 1683. 
Pendant l'ère de l'Autriche-Hongrie, la frontière des pays de la Couronne de saint Étienne (« Transleithanie ») se trouvait ici ; un ancien poste de douane se trouve donc près de la Leitha. Jusqu'à la nouvelle démarcation des frontières dans le traité de Trianon en 1920, la commune faisait partie du comitat de Sopron.

## Personnalités
- Sarah Stephanie (née en 1990), chanteuse.

Rudolf Steiner (1861–1925), polygraphe et occultiste, a passé une partie de son enfance à Neudörfl. Ici, auprès de son frère, vivait également Josip Broz Tito (1892–1980), futur président de Yougoslavie, de 1912 à 1913. 
1. ↑  « Einwohnerzahl 1.1.2018 nach Gemeinden mit Status, Gebietsstand 1.1.2018 », Statistik Austria (en) (consulté le 9 mars 2019)